# Dänische Badminton-Mannschaftsmeisterschaft 2011/12
In der Dänischen Badminton-Mannschaftsmeisterschaft 2011/12 siegte im Finale das Team Skælskør-Slagelse.

## Vorrunde
| Platz | Team                   | Spiele | Siege | Score | Sätze | Punkte |
| ----- | ---------------------- | ------ | ----- | ----- | ----- | ------ |
| 1     | Team Skælskør-Slagelse | 9      | 8     | 38-18 | 83-49 | 24     |
| 2     | Greve Strands BK       | 9      | 8     | 41-14 | 85-41 | 23     |
| 3     | Vendsyssel BK          | 9      | 7     | 34-22 | 70-54 | 19     |
| 4     | Værløse BK             | 9      | 6     | 32-25 | 69-54 | 15     |
| 5     | Aarhus AB              | 9      | 4     | 27-28 | 60-62 | 13     |
| 6     | Skovshoved IF          | 9      | 4     | 27-32 | 61-65 | 13     |
| 7     | Solrød Strand BK       | 9      | 3     | 23-34 | 54-73 | 10     |
| 8     | Gentofte BK            | 9      | 2     | 20-37 | 52-79 | 7      |
| 9     | Team Aarhus            | 9      | 2     | 19-37 | 48-79 | 6      |
| 10    | Lillerød BK            | 9      | 1     | 22-36 | 49-75 | 5      |

## Spiel um Platz 3
Aarhus AB - Skovshoved IF 4:1

## Finale
Greve Strands BK - Team Skælskør-Slagelse 2:4